# Птуйська Цеста
Птуйська Цеста (словен. Ptujska Cesta) — поселення в общині Горня Радгона, Помурський регіон, Словенія. Висота над рівнем моря: 303,5 м.